# Aeroflot-Flug 593
Der Aeroflot-Flug 593 war ein Linienflug der Aeroflot zwischen dem Flughafen Moskau-Scheremetjewo und dem Hongkonger Flughafen Kai Tak. Am 23. März 1994 wurde diese Strecke von einem Airbus A310-304 mit dem Luftfahrzeugkennzeichen F-OGQS geflogen. Die Maschine stürzte in einer Hügellandschaft in Sibirien nahe Meschduretschensk ab, wobei alle 75 an Bord befindlichen Menschen starben. Die Aufzeichnungen des Stimmenrekorders zeigten, dass sich bis ca. eine Minute vor dem Aufprall am Boden Eldar Kudrinski, der 15-jährige Sohn des Kapitäns, am Steuer befand.
Das Flugzeug, das zunächst normal geflogen war, neigte sich plötzlich nach rechts, gewann dann erst schnell an Höhe, um danach in Richtung Boden zu stürzen. Mittels Auswertung des Flugschreibers und Wiederholung des kritischen Ablaufs in einem Flugsimulator fanden die Ermittler heraus, dass der Sohn des Kapitäns durch leichte Kraftausübung beim Festhalten des Steuerhorns unwissentlich und ohne automatische Warnhinweise eine Teilfunktion des Autopiloten der A310 deaktiviert hatte. Diese Möglichkeit der teilweisen Deaktivierung des Autopiloten war bis dahin den meisten Piloten, so auch der Besatzung von Flug 593, nicht bekannt gewesen.

## Unfallhergang
Der Kapitän, Jaroslaw Kudrinskij (russisch Ярослав Кудринский), nahm an diesem Tag seine zwei Kinder auf ihren ersten Langstreckenflug mit. Im Verlauf des Fluges zeigte er ihnen das Cockpit und bot ihnen an, das Steuer zu übernehmen, während der Autopilot aktiv war. Zuerst nahm die Tochter auf dem Pilotensitz Platz. Kudrinskij änderte den Kurs des Autopiloten, damit die Tochter das Gefühl hatte, eine Kurve zu fliegen, obwohl sie nicht die Kontrolle über das Flugzeug hatte.
Danach ließ er seinen Sohn Eldar ans Steuer. Auch bei ihm änderte Kudrinskij den Autopilotkurs, damit die A310 eine Kurve flog. Nachdem er wieder den vorgesehenen Kurs eingestellt hatte, hielt Eldar das Steuer mit Kraft in einer 3–5° nach rechts geneigten Position fest. Dies stand in Konflikt mit den Steuerbefehlen des Autopiloten. Nachdem die von Eldar ausgeübte Kraft einen Schwellwert überschritten hatte, wurde der Autopilot-Servo des Rollkanals mechanisch von der Steuerung der Querruder getrennt. Während so die Querneigung und somit auch der Steuerkurs nicht mehr vom Autopiloten gesteuert werden konnten, blieb er in allen anderen Bereichen der Steuerung weiterhin aktiv. Dass der Autopilot so teilweise deaktiviert werden konnte, war den Piloten als besondere Funktion der A310 unbekannt und wurde den Piloten auch nicht deutlich genug signalisiert. Dieser Umstand sowie der damals nicht trainierte Umgang mit Extremlagen von Verkehrsflugzeugen wurden später als wesentliche Ursachen dafür erkannt, dass die Piloten der Übersteuerung des Flugzeuges nichts entgegensetzen konnten.
Eldar bemerkte als Erster, dass das Flugzeug begann, sich mit 2,5° in der Sekunde nach rechts zu neigen. Kurz danach wurde auf der Navigationsanzeige eine unerwartete Kurve im Flugweg dargestellt, was die Piloten als eine nicht geplante Warteschleife (Holding) ansahen und sie eine Zeitlang verwirrte. Mittlerweile hatte die Neigung 45° überschritten. Dies machte es Kudrinski unmöglich, seinen Sohn vom Steuer zu entfernen. Als die Schräglage fast 90° erreicht hatte, versuchte der Autopilot mit seinen verbliebenen Funktionen die Fluglage zu korrigieren, indem er das Flugzeug beinahe senkrecht nach oben fliegen ließ. In dieser Fluglage kam es jedoch zu einem Strömungsabriss, sodass die Maschine ins Trudeln kam.
Während des folgenden Sturzfluges normalisierten sich die Kräfte und Jaroslaw Kudrinskij konnte wieder die Steuerung übernehmen. Obwohl er und sein Copilot den Airbus wieder unter Kontrolle brachten, gelang es ihnen nicht mehr, das Flugzeug rechtzeitig vor dem Boden hochzuziehen. Ungefähr drei Minuten nachdem der Autopilot teilweise abgeschaltet worden war, zerschellte die Maschine am Boden.

## Medien
In einer Folge der kanadischen Fernsehsendung Mayday – Alarm im Cockpit wurde eine Rekonstruktion des Unfalls in der Episode Kind im Cockpit gezeigt. Auch Michael Crichtons Roman Airframe schildert einen Zwischenfall mit einem ähnlichen Hergang.

## Flugnummer
Viele Fluggesellschaften vergeben Flugnummern, die in einen Unfall verwickelt waren, nicht weiter. Die Route Moskau–Hongkong wurde jedoch auch nach dem Absturz vom 23. März 1994 als Flug 593 beflogen und erst 20 Jahre später im Dezember 2014 mit einem geänderten Flugplan durch SU212 abgelöst.